# Museo de Instrumentos Musicales de Bruselas

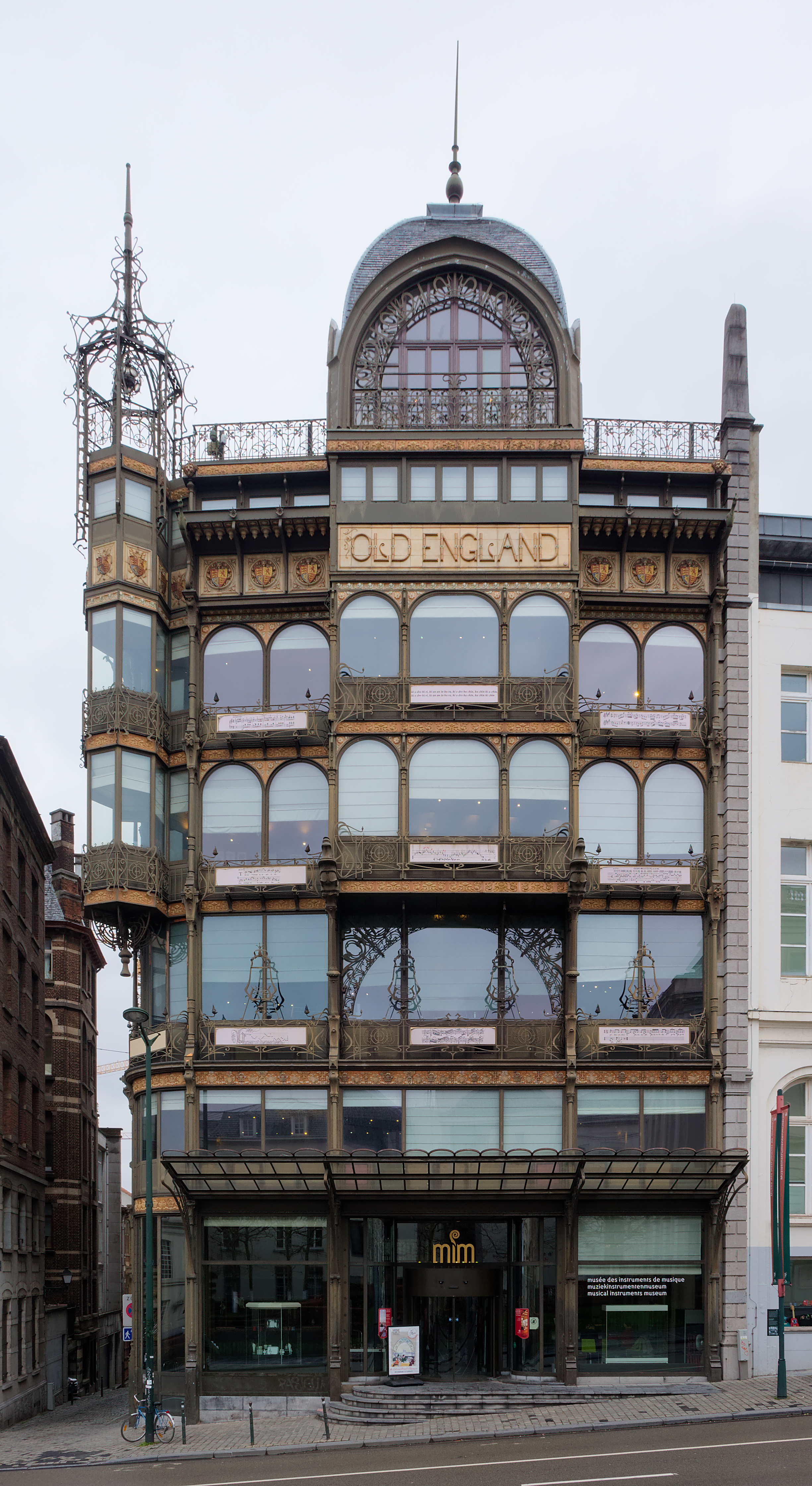
Vista exterior del Museo

El Museo de instrumentos musicales (MIM) (en francés: Musée des instruments de musique; en neerlandés: Muziekinstrumentenmuseum) es un museo de Bruselas, Bélgica situado cerca del Palacio Real,  que forma parte de los Museos Reales de Arte e Historia. 
La colección se comenzaba en 1877, y el edificio actual se abría en el año 2000. Tiene más de 8000 instrumentos de los que unos 1500 están expuestos. La colección incluye instrumentos mecánicos, instrumentos del siglo XX, un grupo de campanas, instrumentos populares belgas, europeos y de fuera de Europa, así como una visita histórica desde la antigüedad hasta el siglo XX, y una presentación que muestra el desarrollo de instrumentos de teclados y cuerda. También hay una biblioteca. 
El edificio de estilo modernista alojaba antes de convertirse en museo, los antiguos almacenes Old England, es obra del arquitecto Paul Saintenoy quien lo construyó de acero forjado y vidrio y con un ascensor de hierro forjado. El edificio tiene un café donde se puede disfrutar de unas hermosas vistas de Bruselas. 

Algunos instrumentos expuestos en el Museo
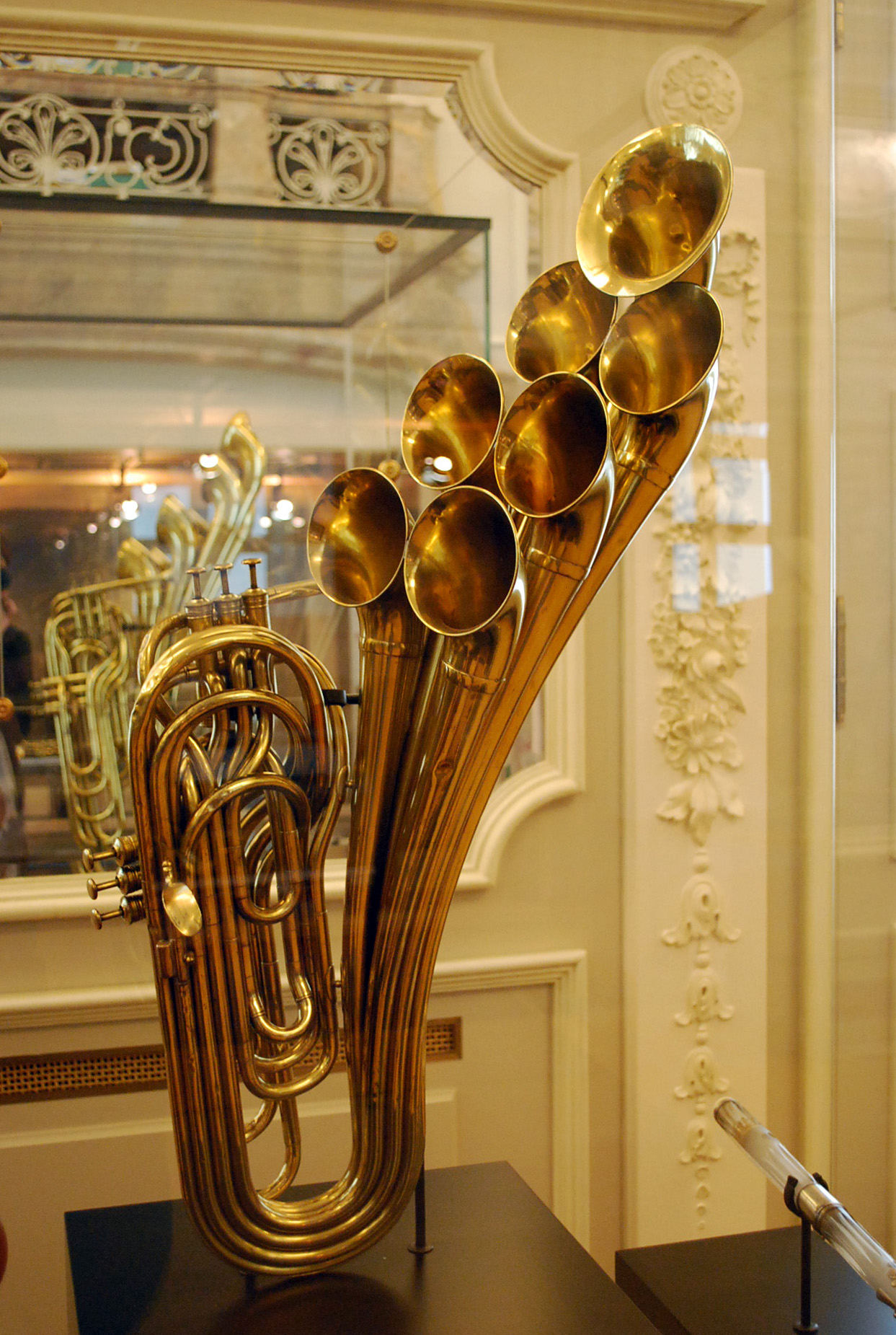
Trombón con siete campanas de Adolphe Sax (1876, Paris)
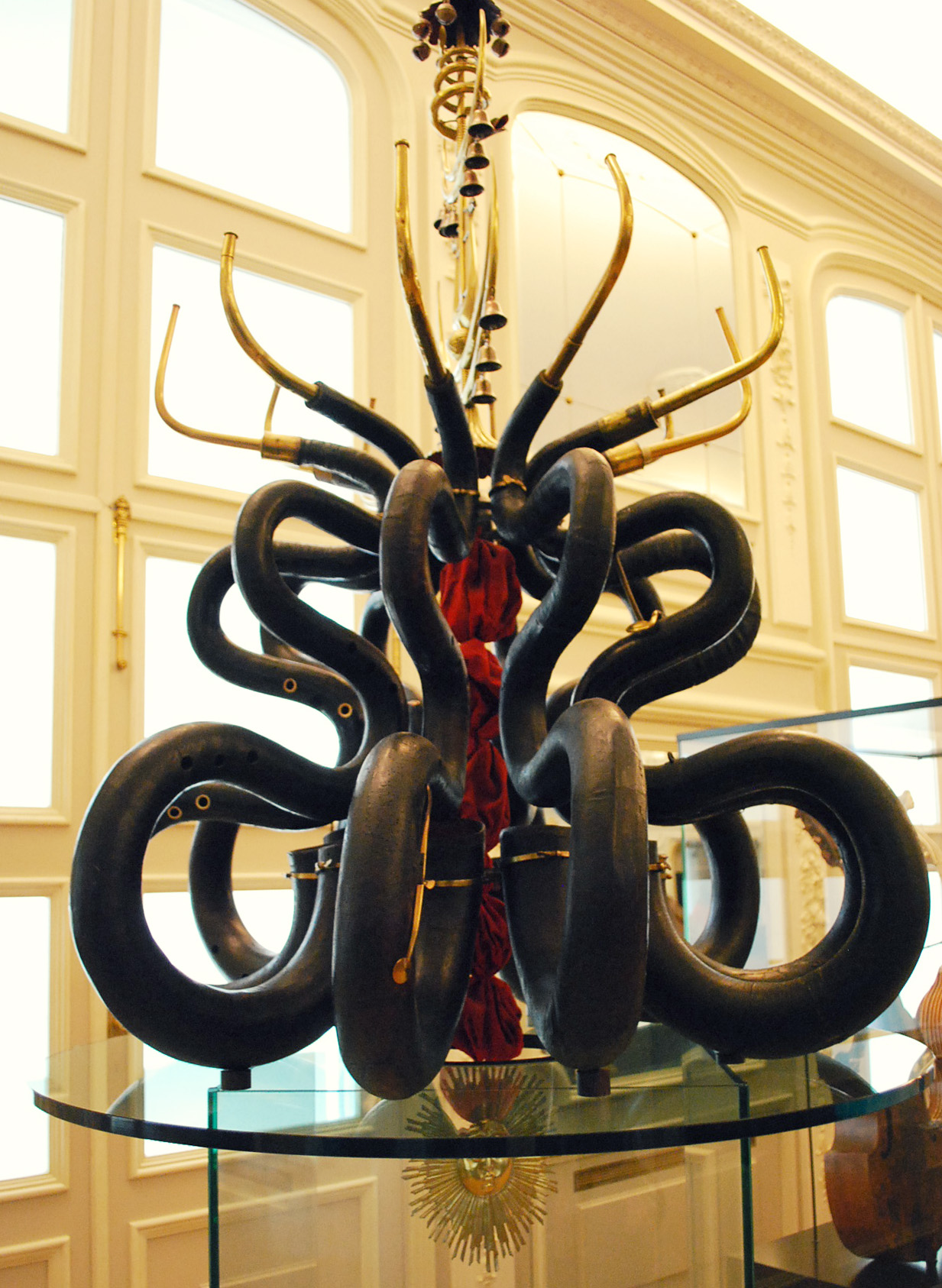
Antiguo serpentón
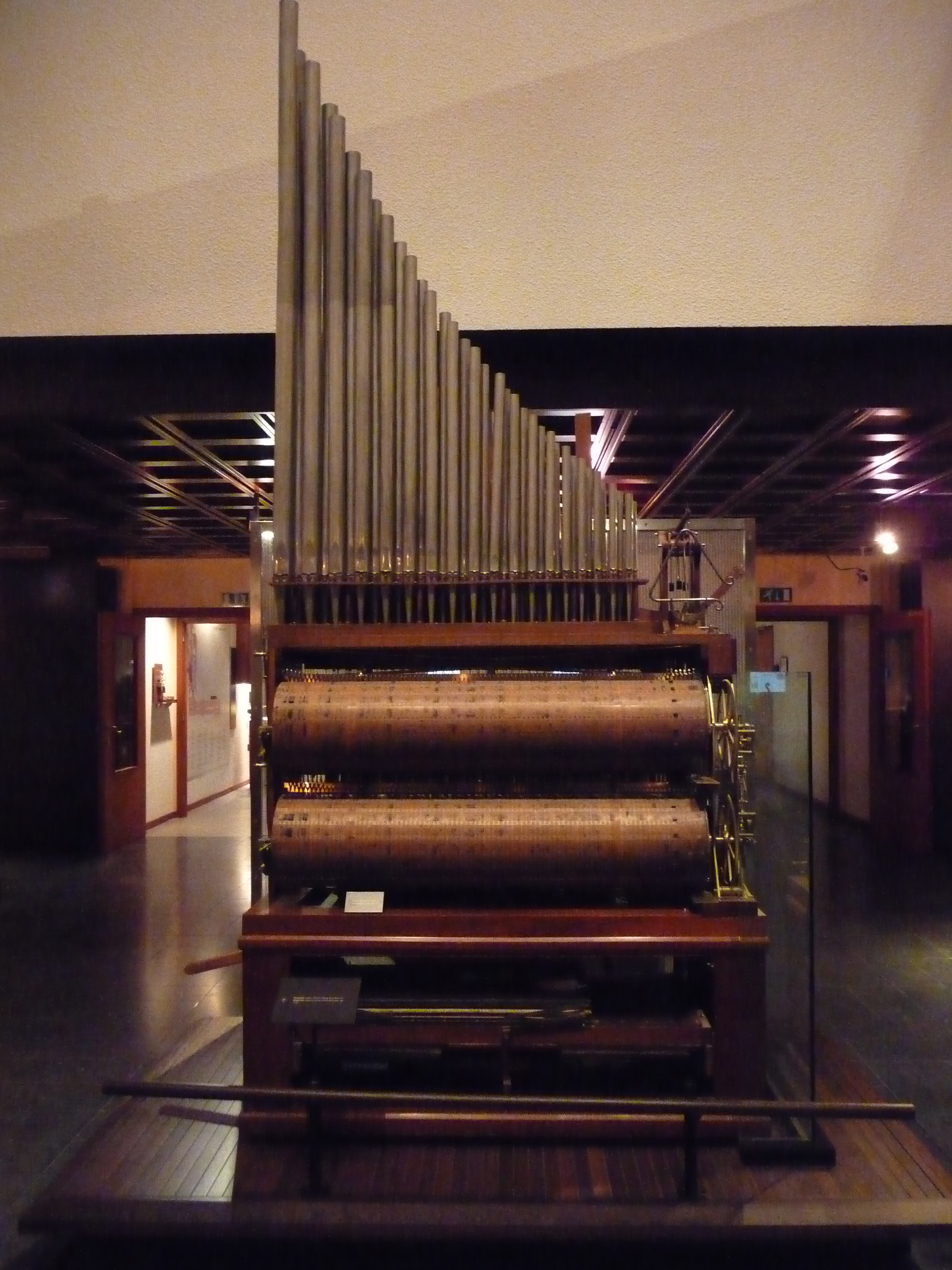
Componium (1804)
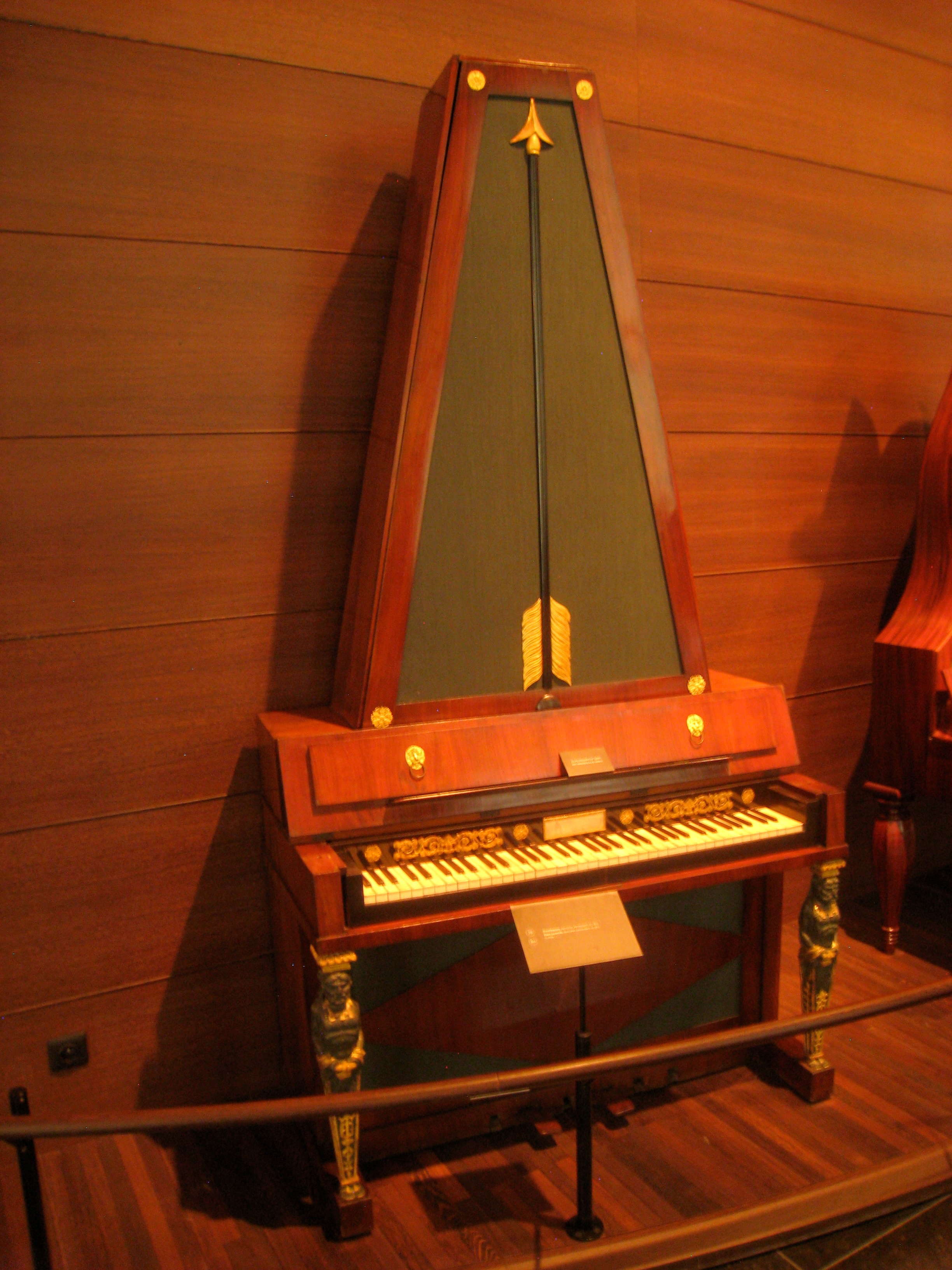
Piano antiguo (ca. 1815)

## Horario y precio
De lunes a viernes: 9:30 - 16:45. Sábados y domingos: 10:00 - 16:45
Precio: 8 €; 2€ para los menores de 26 y mayores de 60; gratuito para los menores de 13.